# Hus (planetka)
(1840) Hus je asteroid vnějšího hlavního pásu planetek obíhající Slunce mezi drahami Marsu a Jupiteru, který objevil 26. října 1971 český astronom Luboš Kohoutek na Hamburské observatoři ve čtvrti Bergedorf. Asteroid byl předběžně označen jako 1971 UY. Nebylo to však první zaznamenané pozorování tohoto asteroidu; již ve dnech 12. a 14. října 1931 byl pozorovaný z Lowellovy observatoře ve Flagstaffu v Arizoně, 3. července 1935 z observatoře v Johannesburgu, 12. ledna a 14. února 1953 z observatoře Goethe-Link u Brooklynu v Indianě. I proto mezi další označení asteroidu patří 1931 TS3, 1935 NC a 1953 CG. Planetka je pojmenovaná po Janu Husovi – římskokatolickém knězi, českém středověkém náboženském mysliteli, reformátorovi a kazateli.

## Orbita a klasifikace
Předpokládá se, že jde o kamenný asteroid spektrálního typu S, který je členem rodiny Koronis, známé také jako rodina Hirayamy pojmenované podle japonského astronoma Kiyotsugu Hirayama. Oběhne kolem Slunce ve vnějším hlavním pásu ve vzdálenosti 2,87–2,96 au jednou za 4,98 let (1821 dní; hlavní poloosa 2,9178 au) při středním denním pohybu o 0,197°. Excentricita orbity je 0,014 a inklinace 2,403° vzhledem k ekliptice. Rotační perioda asteroidu je přibližně 4,75 hodiny,  jeho rovníkový průměr mezi 12,44 a 15,19 kilometry.
Asteroid byl od svého prvního pozorování v roce 1931 zaznamenaný více než 5,6 tisíc krát z 37 pozic, z toho šestkrát z observatoře v Kleti ve dnech 3., 7. a 9. listopadu 1986.